# Capitan Uncino (album)
Capitan Uncino è una raccolta  di canzoni di Edoardo Bennato; contiene brani estratti dagli album Sono solo canzonette, Burattino senza fili, I buoni e i cattivi, Uffà! Uffà!, La torre di Babele, Io che non sono l'imperatore e Non farti cadere le braccia, coprendo gli anni dal 1973 al 1980, dall'esordio del cantautore agli anni del successo.

## Tracce
Lato A:
1. Il rock di Capitan Uncino
2. L'isola che non c'è
3. Sono solo canzonette
4. Sei come un juke-box
5. La torre di Babele
6. Venderò
7. Signor censore

Lato B:
1. Cantautore
2. Il gatto e la volpe
3. In fila per tre
4. Un giorno credi
5. Campi Flegrei
6. Non farti cadere le braccia
7. Rinnegato